# TRNA
tRNA står for transfer-RNA (adaptor-RNA) og findes i cytoplasma hos eukaryoter (f.eks. mennesker) og protoplasma hos prokaryoter (f.eks. bakterier). Der findes én tRNA for hver aminosyre, og under den naturlige proteinsyntese i ribosomerne bliver hver tRNA koblet til en aktiveret (aminoacyleret) form af aminosyre. tRNA udgør en undergruppe i gruppen af ikke-kodende RNA.
tRNA-molekylet indeholder en 3 baser nukleinsyresekvens (antikodon), der er komplementær til den sekvens i genet (kodon), der koder for den respektive aminosyre. Under proteinsyntesen fremføres tRNA til ribosomet af en proteinfaktor (elongeringsfaktor Tu, EF-Tu i bakterier) og aflæser kodon på mRNA. Herved sikres at den korrekte aminosyre inkorporeres i den voksende proteinkæde.
Den tredimensionelle struktur af tRNA er meget velbevaret, idet alle skal kunne passe i det samme aktive site i ribosomet. Den sekundære struktur af tRNA er et "firkløver" (Figur 1), men i tre dimensioner folder tRNA op til en L-form (Figur 2).